# Man in Black (album)
Man in Black è il ventesimo album in studio del cantante country Johnny Cash, pubblicato nel 1971.

## Tracce
1. The Preacher Said Jesus Said - 3:39 (Cash)
2. Orphan of the Road - 3:36 (Dick Feller)
3. You've Got a New Light Shining in Your Eyes - 2:05 (Cash)
4. If Not for Love - 3:06 (Glenn D. Tubb, Larry Lee)
5. Man in Black - 2:52 (Cash)
6. Singin' in Vietnam Talkin' Blues - 2:58 (Cash)
7. Ned Kelly - 2:19 (Cash)
8. Look for Me - 2:21 (Glen Sherley, Harlan Sanders)
9. Dear Mrs. - 3:46 (Cash, Andrew J. Arnette)
10. I Talk to Jesus Every Day - 2:03 (Tubb)